# Suplex

Animazione del Suplex

Il Suplex è una manovra utilizzata nel wrestling tra le più comuni; si tratta in sostanza di una "rovesciata". Di questa mossa, così come di ogni mossa utilizzabile su un ring di wrestling, esistono numerose varianti, alcune decisamente spettacolari e pericolose.

## Varianti del front facelock suplex

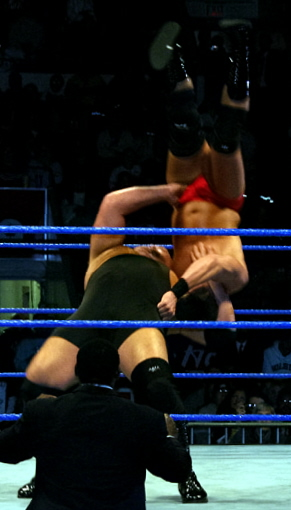
Big Show esegue un suplex ai danni di JBL durante un house show.

### Vertical suplex
L'esecutore mette un braccio dell'avversario sul suo collo, pone un braccio sulla testa dell'avversario e con l'altro lo afferra alla cintura, lo alza e lo proietta a terra gettandosi all'indietro, facendo così cadere violentemente l'avversario sulla schiena.

#### Delayed vertical suplex

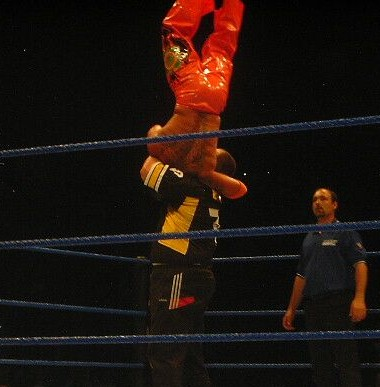
Bubba Ray Dudley esegue un Vertical Suplex su Rey Mysterio.

Simile al suplex, ma l'esecutore della mossa mantiene sospeso in verticale per alcuni secondi l'avversario prima di proiettarlo a terra.

#### Swinging Vertical Suplex
Vertical Suplex che invece di essere eseguita lanciando il malcapitato direttamente alle spalle, viene scaraventato al suolo attraverso una rotazione di 180° da parte dell'esecutore durante il sollevamento.

### Fisherman suplex
Nota anche come Perfectplex, in questa variante, l'esecutore afferra l'avversario nella maniera classica, alzando da terra una delle gambe dell'avversario attraverso una presa al ginocchio. L'esecutore si proietta quindi all'indietro, facendo ponte e mantenendo la presa sull'avversario, procede allo schienamento.

#### Bridging fisherman suplex
L'esecutore non rilascia la gamba dell'avversario al termine del Fisherman suplex in modo da chiudere con uno schienamento.

### Fallaway Suplex
Conosciuto anche come reverse suplex o alley-oop. Il lottatore solleva l'avversario in modo che sia seduto sulle spalle del lottatore, rivolto lontano da lui, come in una powerbomb . Il lottatore quindi cade all'indietro mentre lancia l'avversario allo stesso modo, facendolo cadere sul tappeto sul petto. Un'altra versione vede il lottatore sollevare l'avversario sulle spalle in una posizione di powerbomb e lasciarlo cadere all'indietro mentre lancia l'avversario in modo che l'avversario si ribalti in avanti e atterri sul collo e sulla parte superiore della schiena. È disponibile anche una variante di bridging.

#### Package Fallaway Suplex
Questa variazione del fallaway suplex vede il lottatore sollevare l'avversario in modo che sia seduto sulle spalle del lottatore attaccante come in una powerbomb . Il lottatore quindi afferra la testa dell'avversario e lo costringe in una posizione di "pacchetto". Da lì il lottatore cade all'indietro, lanciando l'avversario sopra la testa, costringendolo ad atterrare sulla parte superiore della schiena e sul collo. È possibile anche una variante ponte. 

### Rolling suplex
Questa manovra consiste in una ripetizione di due o tre suplex classici senza che l'esecutore molli mai la presa sull'avversario.

### Sitout suplex slam
Nota anche come Falcon Arrow, l'esecutore alza l'avversario come in un vertical suplex, quindi fa girare il corpo dell'avversario e conclude la manovra sedendosi a terra, guidando le spalle e la schiena dell'avversario a tappeto.

### Snap suplex
Lo Snap suplex è considerata la proiezione più veloce di tutte. È identico a un Suplex normale, con la differenza che si proietta l'avversario al tappeto in una frazione di secondo.

### Superplex
Un suplex eseguito dalla terza o dalla seconda corda.

### Running Suplex
Questa variazione è simile a un classico suplex, inclusi i lottatori attaccanti che iniziano con un front facelock standard, e poi quando iniziano a sollevare l'avversario, fanno alcuni passi di corsa in avanti mentre continuano la rotazione del suplex, sbattendo l'avversario all'indietro sul stuoia.

### Suplex slam
L'esecutore parte eseguendo un normale suplex; dalla posizione di vertical suplex il wrestler gira l'avversario in modo da avere il viso di questi rivolto verso il proprio petto e lo butta quindi a tappeto.

#### Inverted suplex slam
L'esecutore solleva l'avversario nella posizione di un vertical suplex, per poi farlo sbattere di faccia davanti a sé, accompagnandolo al tappeto.

#### Sit out inverted suplex slam
L'esecutore di questa mossa alza l'avversario come in un classico vertical suplex per poi sbattere al tappeto l'avversario di stomaco ed automaticamente l'esecutore concluderà la mossa sedendosi al tappeto.

### Slingshot suplex
L'esecutore della mossa si posiziona con il suo avversario vicino alle corde, lo alza come un normale vertical suplex, solo che prima di farlo cadere a terra, gli fa appoggiare le gambe sulle corde e poi lo lascia cadere all'indietro.

### Turnbuckle suplex
Suplex effettuato facendo cadere l'avversario sul turnbuckle.

### Hammerlock Suplex
In questa variazione del suplex, l'attaccante applica una presa a martello sull'avversario prima di applicare una presa frontale e posizionare il braccio libero dell'avversario sopra la testa dell'attaccante. L'attaccante quindi solleva l'avversario e cade all'indietro, facendo cadere prima l'avversario, atterrando con il braccio intrappolato piegato dietro la schiena. 

### Jumping Suplex
Invece di cadere semplicemente sulla propria schiena, il lottatore attaccante salta in piedi e usa il proprio slancio per spingere l'avversario sul tappeto per primo.

### Underhook Suplex
Conosciuto anche come suplex semiportato. Viene eseguito in modo simile a uno snap suplex . Il lottatore applica una presa frontale frontale con un braccio, ma invece di drappeggiare il braccio sulle spalle come si vede nella maggior parte dei suplex, l'attaccante aggancia una delle braccia dell'avversario con l'altra, posizionando la mano con il palmo rivolto verso il basso sul dorso dell'avversario. Il lottatore quindi solleva l'avversario mentre fa un ponte all'indietro, portando l'avversario sopra la testa e sulla schiena. Questo può essere eseguito con o senza una combinazione di pinning in cui il lottatore collega la schiena e le gambe per tenere le spalle dell'avversario contro il tappeto. Può anche essere fatto con un calcio per un ulteriore effetto snap.

### Tornado Suplex
In un set-up simile a un tornado DDT , un lottatore va sulla corda superiore e applica un front facelock sul proprio avversario da una posizione elevata, drappeggiando il braccio vicino dell'avversario sopra la spalla. Il lottatore quindi salta in avanti e si gira, ma atterra in piedi ed esegue un suplex sull'avversario.

### Drop Suplex
Chiamato anche front suplex o gourdbuster, questa mossa vede l'attaccante applicare un front facelock all'avversario e avvolgere il braccio vicino dell'avversario sopra la spalla. L'attaccante solleva l'avversario in posizione verticale, poi cade in avanti, spingendo la faccia dell'avversario a terra. Inventato da Arn Anderson , mentre Jeff Hardy ha utilizzato una versione sitout.

## Varianti del belly to back suplex
Il lottatore che lo esegue si trova alle spalle dell'avversario; l'esecutore poggia il petto (belly) contro la schiena (back) dell'avversario, afferrandolo con entrambe le braccia all'altezza del bacino. Partendo da questa posizione, l'esecutore della mossa solleva l'avversario e si getta all'indietro, piegando il più possibile la schiena e le ginocchia. Grazie alla spinta ricevuta l'avversario viene proiettato oltre il corpo dell'esecutore, cadendo violentemente sulla propria schiena.

### Belly-To-Back suplex
Conosciuto specialmente in Giappone e tra gli ammiratori del Puroresu come Back Drop, è una delle proiezioni più frequenti.
I due wrestler sono uno di fianco all'altro (quello che esegue la mossa è leggermente più indietro), l'esecutore pone la propria testa sotto il braccio dell'avversario, lo afferra per la vita, lo solleva e lo fa cadere all'indietro accompagnando la caduta. 

#### High-Angle Belly-To-Back Suplex
Conosciuto anche come pilota di sfondo / suplex, il lottatore attaccante si trova dietro il suo avversario e mette la testa sotto il braccio dell'avversario. Quindi sollevano l'avversario usando entrambe le braccia avvolte attorno al busto dell'avversario. L'attaccante alla fine cade all'indietro per spingere l'avversario al tappeto sul collo e sulle spalle.

#### Leg-Hook Belly-To-Back Suplex
A volte indicato come leg lift back suplex o leg lift backdrop, viene applicato proprio come sarebbe un back suplex, tranne per il fatto che il lottatore avvolge solo il braccio vicino o nessun braccio attorno al busto dell'avversario. Con le braccia libere, il lottatore solleva quindi le ginocchia o le cosce dell'avversario e le lancia all'indietro in quel modo.

### Cobra Clutch Suplex
L'attaccante mette l'avversario in una presa cobra . Quindi procedono a sollevare l'avversario e cadere all'indietro, spingendolo al tappeto sulla testa.

### Crossface Chickenwing Suplex
Il lottatore sta dietro l'avversario. Bloccano una delle braccia dell'avversario in un'ala di pollo e avvolgono l'altro braccio intorno alla testa dell'avversario . Quindi sollevano l'avversario e lo fanno cadere all'indietro, spingendolo in cima alla testa, fino al tappeto.

### Crotch Clutch Suplex
Questa mossa prevede che il lottatore attaccante si avvicini a un avversario da dietro, allungandosi e afferrandogli l'inguine con entrambi gli avambracci, con le mani unite e rivolte verso l'alto nell'inguine, e sollevandolo sopra la testa in un suplex di rilascio pancia contro schiena. L'avversario reagisce sia al suplex sia all'essere afferrato e sollevato per l'inguine, con un effetto umoristico.

### Wheelbarrow Suplex
Questa mossa viene eseguita quando un lottatore avvolge le gambe di un avversario rivolto in avanti attorno alla sua vita, in una presa di carriola , stando dietro un avversario che è sdraiato a faccia in giù sul tappeto o catturando un avversario in carica prima di applicare un girovita a sollevare l'avversario da terra in aria, quindi il lottatore attaccante continuerebbe a sollevare l'avversario sopra di sé mentre cadeva all'indietro per colpire il suplex pancia a schiena.

### Backdrop clutch suplex
Mossa quasi identica al Back Suplex con l'unica differenza che l'esecutore afferra anche la gamba in modo che, una volta effettuato il suplex, possa effettuare uno schienamento diretto.

### Half-And-Half Suplex
Questa è una variazione suplex in cui il lottatore, stando in piedi dietro l'avversario, mette un braccio in un mezzo nelson e l'altro braccio in un'ala di pollo . Il lottatore procede quindi a cadere all'indietro mentre solleva l'avversario sopra la testa nella stiva e lo spinge sul tappeto dietro di lui. Questa mossa è indicata come mezzo e mezzo suplex in quanto è una combinazione di mezzo nelson suplex e tigre suplex. 

### Half-Nelson Suplex
Questa è una versione di un suplex tedesco in cui l'attaccante si trova dietro l'avversario, rivolto nella stessa direzione. L'attaccante usa una mano per applicare una presa mezzo nelson e avvolge l'altra mano intorno alla vita dell'avversario. L'attaccante quindi solleva l'avversario e cade all'indietro, facendolo cadere sulla testa, sul collo o sulle spalle. La mossa può essere rilasciata o portata in un pin.

### Three Quarter Nelson Suplex
L'attaccante posiziona il suo avversario in tre quarti nelson prima di sollevarlo e cadere all'indietro, lasciandolo cadere sulla testa o sul collo.

### Dragon/Full nelson suplex
Inventata da Tatsumi Fujinami , questa variazione suplex pancia a schiena vede il lottatore applicare un full nelson e poi colmare la schiena, sollevando l'avversario sopra di lui e sulle spalle fino al tappeto. Il lottatore mantiene la schiena arcuata e la presa applicata, inchiodando le spalle dell'avversario al tappeto. Il lottatore può anche rilasciare l'avversario a metà arco, gettandolo prima sulle spalle e sul collo del tappeto, in una variazione nota come release dragon suplex.

### Japanese Ocean Suplex
Il Japanese Ocean Suplex equivale ad una versione modificata del Tiger Suplex. Si posiziona l'avversario come per un'Electric Chair Drop, però si cade all'indietro a ponte schiacciando il collo dell'avversario al tappeto. In America ha il nome di Queen Suplex (che fa cadere l'avversario di schiena).

### German suplex

Rappresentazione animata di un German Suplex

Una delle variazioni del belly to back suplex storicamente più utilizzate. Il wrestler che lo esegue mantiene la presa sull'avversario anche dopo l'impatto con il ring, facendo "ponte" con il proprio corpo ed usufruendo così dello schienamento diretto. Di questa manovra esistono almeno due variazioni: la prima prevede che l'esecutore lasci la presa subito dopo il contatto a terra, non arrivando quindi allo schienamento (Release German suplex); la seconda porta colui che subisce la mossa a cadere sul ring battendo il viso ed il petto e non le spalle e la schiena come nella mossa classica.

#### Bridging German suplex
Attraverso la stessa proiezione utilizzata nel normale German Suplex colui che esegue la mossa mantiene la presa una volta che l'avversario poggia le spalle a terra e ponendosi a posizione di ponte esegue lo schienamento. Questa tecnica richiede molta abilità da parte dell'esecutore perché la pressione esercitata dal lottatore che subisce la mossa sul collo di quello che la esegue è molto alta e perché è necessario per portare a buon fine la mossa che l'esecutore faccia il ponte con la schiena aiutandosi con la testa, poiché le braccia vengono impiegate per tenere la presa alla vita del rivale.

#### Rolling German suplex
Serie di più German suplex (in genere due o tre), ripetuti senza che l'esecutore molli la presa sull'avversario.

#### Inverted German suplex
Il procedimento è come un German suplex, però si mette l'avversario in posizione contraria facendolo cadere di testa.

#### Electric Chair Suplex
Dopo aver applicato un'Electric chair, l'esecutore fa scivolare l'avversario lungo i suoi fianchi e lo afferra con gli avambracci, eseguendo poi un German suplex.

### Sleeper suplex
Si parte con la classica posizione di una sleeper hold, in seguito si proietta l'avversario all'indietro, facendogli sbattere il volto a terra.

### Straight Jacket Suplex
Il suplex della giacca di forza o il pacchetto suplex tedesco prevede che l'attaccante intrappoli le braccia dell'avversario mentre esegue un suplex tedesco. Varianti come il cross-arm suplex o l'X-Plex vedono le braccia dell'avversario incrociate sul petto e trattenute dall'attaccante. Il lottatore utilizza quindi le braccia incrociate come leva per aiutare a sollevare l'avversario mentre cade all'indietro per lanciarlo come in un suplex tedesco.

### Katahajime Suplex
L'attaccante si trova dietro l'avversario, rivolto nella stessa direzione. Il lottatore mette un braccio in mezzo Nelson e l'altra mano intorno al collo davanti all'avversario, come in un dormiente. La mano davanti al collo è bloccata con l'altra mano al polso. Con la presa sicura, l'attaccante solleva l'avversario e cade all'indietro, facendolo cadere sulla testa, sul collo o sulle spalle. La mossa può terminare in una posizione di rilascio o ponte. 

### Double Arm/Tiger suplex
Innovata dall'originale Tiger Mask ( Satoru Sayama ), questa mossa vede il lottatore in piedi dietro il suo avversario, aggancia entrambe le braccia dell'avversario dai lati e posiziona le mani con il palmo rivolto verso il basso contro la parte superiore della schiena dell'avversario. Il lottatore quindi solleva l'avversario e cade all'indietro, inarcando la schiena e le gambe e poi sbattendo prima l'avversario sulla spalla e sul collo del tappeto. Come altre varianti di suplex, questa mossa può terminare con un pin di collegamento o essere rilasciata dopo l'esecuzione. 

### Pumphandle suplex
L'esecutore blocca l'avversario in una pumphandle (quindi afferrando l'avversario da dietro facendogli passare un braccio tra le gambe, mentre l'altro viene bloccato dal braccio libero dell'esecutore), lo solleva per poi proiettarlo all'indietro.

### Wheelbarrow suplex
Si prendono le gambe dell'avversario da dietro, si mette l'avversario in posizione orizzontale cosicché con le gambe l'avversario forma una specie di tenaglia, ma a differenza del wheelbarrow bulldog o arm drag in cui colui che ci appende a "tenaglia" con le gambe, in questo caso colui che è agganciato viene proiettato all'indietro.

#### Bridging wheelbarrow suplex
Praticamente identica alla soprastante versione qui indicata, con la differenza che si conclude tutto con uno schienamento con ponte

## Varianti del belly to belly suplex
A differenza del Belly to back, esecutore ed avversario sono uno di fronte all'altro. L'esecutore afferra l'avversario per la vita, lo solleva e lo schianta a terra effettuando una rotazione di circa 90°, accompagnando la caduta.

### Belly-To-Belly Suplex
Il lottatore avvolge le braccia attorno all'avversario in una posizione di blocco della cintura o del corpo e le gira facendo ponte violentemente sul proprio corpo in modo che l'avversario atterri sulla schiena. Questo può essere fatto sopra la testa o di lato. Utilizzato da Bayley come Bayley to Belly .

#### Side Belly-To-Belly Suplex
Per un suplex pancia a pancia laterale, l'attaccante di solito si aggrappa all'avversario per tutta la durata del movimento.

#### Overhead Belly-To-Belly Suplex
La posizione di partenza è la stessa del Belly to belly classico, ma in questo caso l'esecutore proietta l'avversario all'indietro, oltre la propria testa.

### Capture Suplex
L'attaccante si trova di fronte a un avversario in piedi. L'attaccante quindi afferra una gamba dell'avversario e lo tira verso di sé in modo che siano faccia a faccia, con l'attaccante che si allunga sotto la gamba dell'avversario e la aggancia. L'attaccante usa quindi il braccio libero per raggiungere dietro il collo dell'avversario e afferrarlo. L'attaccante quindi fa rapidamente un ponte all'indietro e rilascia l'avversario, lanciandolo sopra la testa, o si gira di 180 ° mentre sbatte l'avversario sul tappeto. Questa mossa può essere usata per contrastare un calcio. La mossa è anche nota come head and leg suplex e può essere vista come una variazione del head and arm suplex.

### Double Overhook Suplex
Il wrestler uncina le braccia dell'avversario da davanti, facendo passare se proprie braccia sotto le sue ascelle ed unendole sotto al suo petto, per poi sollevarlo sopra la sua testa e farlo cadere di schiena sul tappeto.

### Head And Arm Suplex
Chiamato anche gargoyle suplex, la mossa è una variazione del tradizionale suplex pancia a pancia sopra la testa in cui il lottatore, in piedi faccia a faccia con il suo avversario, stringe le mani insieme avendo saldamente circondato la testa e un braccio dell'avversario. Questa presa, in contrasto con la cintura di un normale pancia a pancia, viene quindi utilizzata per sollevare l'avversario nel lancio inarcato sopra la testa.

### Butterfly/Double underhook suplex
Conosciuto anche come double arm suplex, reverse nelson suplex, double ax handle suplex e double underhook suplex, il lottatore e l'avversario si affrontano, l'avversario piegato in avanti. Il lottatore aggancia le braccia dell'avversario all'indietro in un Double Underhook , posizionando gli avambracci nelle pieghe dei gomiti dell'avversario, con le mani sopra la schiena dell'avversario in una presa da macellaio. Il lottatore quindi solleva l'avversario in una posizione verticale capovolta e ricade, spostando l'avversario su un lato mentre l'avversario si gira. Il lottatore che esegue il suplex può rilasciare la presa nelson inversa durante il lancio, oppure può mantenere la presa e tentare una transizione di perno di collegamento o presa di sottomissione all'impatto.

### Exploder suplex
Conosciuta anche come T-Bone suplex, i due wrestler si trovano uno di fronte all'altro, l'attaccante mette un braccio dell'avversario sulla propria spalla mentre cinge il petto dell'avversario con un braccio, e con l'altro tiene una gamba dell'avversario; l'esecutore, anziché schiacciare l'avversario in avanti, lo proietta all'indietro. Esiste un'altra variante nella quale con il braccio che solitamente tiene solo la gamba dell'avversario, in questo caso gli applica una chiave al polso (difatti obbligando a far passare il braccio dell'avversario in mezzo alle proprie gambe e riprendondolo con la propria mano da dietro, prima di far partire il suplex e far volare l'avversario all'indietro).

#### T-Bone Suplex
Il lottatore che esegue l'Exploder suplex afferra l'avversario in una presa testa e spalla come in uno slam laterale, e afferra la parte superiore della coscia della gamba dell'avversario con il suo braccio libero, quindi cade all'indietro e lo lancia sopra la testa verso il basso per il tappetino sulle spalle e sulla parte superiore della schiena, con lo stesso movimento di un Belly-To-Belly.

#### Backflip exploder
Detto anche Flip bottom. La posizione di partenza è quella del T-bone suplex; l'esecutore proietta indietro l'avversario e contemporaneamente, senza mai mollare la presa, esegue un moonsault da fermo, ricadendo sopra l'avversario. Una variazione della mossa prevede la sua esecuzione dal paletto; in questo caso è comunemente conosciuta come Spanish Fly.

### Northern lights suplex
I due avversari sono uno di fronte all'altro, l'attaccante si piega sulle ginocchia e mette la propria testa sotto l'ascella dell'avversario, come se stesse subendo un front facelock poi lo afferra alla vita e si butta indietro facendo cadere l'avversario di schiena. Solitamente l'esecutore non molla la presa, rimanendo in posizione di ponte e sfruttando così lo schienamento diretto.

### Elegant suplex
Una mossa in cui l'esecutore si piega mettendo la testa sotto l'ascella all'avversario, lo afferra per i polsi, infine effettua uno slancio all'indietro facendo sbattere l'avversario di schiena. Spesso viene mantenuta la presa dall'esecutore per effettuare uno schienamento diretto.

### Trapping Suplex
Conosciuto anche come Double arm locksault o Front salto , questo è quando un lottatore tiene entrambe le braccia dell'avversario sotto le proprie (noto come overhooks nelle arti marziali miste e nel wrestling amatoriale, poiché le braccia si avvolgono sotto le braccia dell'avversario dall'alto) con il mani collegate sotto i tricipiti dell'avversario, da qui l'avversario viene lasciato sicuro e incapace di contrastare o allontanarsi dall'attaccante mentre esegue un lancio pancia a pancia ribaltando l'avversario sopra la testa nel normale movimento pancia a pancia. Nel wrestling amatoriale e in altri sport di contatto, il suplex intrappolato è chiamato lancio del suicidio . È fatto in modo leggermente diverso, di solito l'avversario viene lanciato di lato e atterra sulla schiena.
Questa mossa consiste in un lottatore che solleva il proprio avversario da terra (o tappetino) e quindi utilizza gran parte del proprio peso corporeo per far cadere l'avversario sul tappeto. Iniziano faccia a faccia, quindi l'attaccante spinge la testa dell'avversario verso il basso e blocca il braccio dell'avversario attorno ad essa.

### Choke Suplex
Il lottatore afferra la gola dell'avversario come se stesse per eseguire un chokeslam , ma invece di sbatterlo verso il basso lo solleva contemporaneamente, si gira di 180° e poi cade in avanti, simile a un ura-nage , gettando l'avversario così che atterrano sulla schiena.

## Varianti del side suplex

### Gutwrench Suplex
Questa proiezione coinvolge un lottatore in piedi su un lato di un avversario prono, che blocca entrambe le braccia attorno alla vita dell'avversario, il braccio vicino davanti all'avversario e il braccio più lontano dietro , e lo solleva per sbatterlo all'indietro verso il basso. stuoia. Esiste anche una versione invertita.

### Side suplex
Chiamata anche Ura-nage essendo ripresa dalla mossa di Judo. Per effettuarla, il wrestler sta di fronte all'avversario, leggermente di lato. Il wrestler abbassa la testa sotto il braccio più vicino dell'avversario e con il proprio braccio piazza una mano sotto il collo o al centro del petto dell'avversario mentre con l'altro braccio lo cintura da dietro oppure con un braccio nella zona dorsale/cervicale.Simultaneamente il wrestler alza l'avversario, gira di 180° e cade all'indietro, portando con sé l'avversario e facendolo sbattere con la schiena per primo al tappeto. 
Il nome ura-nage (o uranage) deriva dal lancio del Judo che tradotto dal Giapponese significa "lanciare all'indietro" e solitamente (erroneamente) nel pro wrestling viene scambiata per una regolare side slam.

### Cravate Suplex
Questo suplex vede un lottatore bloccare il proprio avversario in una cravate e tirare verso il basso con le braccia in modo che l'avversario sia costretto a piegarsi. Il lottatore quindi posiziona l'avversario in modo che sia rivolto verso il corpo del lottatore e con la testa davanti al petto del lottatore. Il lottatore quindi cade all'indietro e tira verso l'alto con la cravatta, costringendo l'avversario ad alzarsi in piedi e in aria e sopra il lottatore, atterrando sul collo e sulle spalle.

### Saito suplex
L'attaccante si trova girato di fronte ad uno dei fianchi dell'avversario o leggermente dietro di essi. Mette il braccio più vicino dell'avversario sopra la propria spalla, applica una waist lock (cintura sulla vita) e poi solleva l'avversario mentre casca all'indietro, facendo atterrare l'avversario sulle spalle. Nella velocità della disciplina è possibile distinguerla all'istante dal back drop perché si crea quasi un arco di 180 gradi lateralmente mentre cadono all'indietro e per riconoscerla a sua volta dalla ura nage bisogna prestare attenzione se c'è il waist lock o meno.

### Leg-Hook Saito Suplex
L'attaccante sta dietro e di lato all'avversario. L'attaccante avvolge un braccio attorno alla vita dell'avversario e afferra la parte posteriore della gamba vicina dell'avversario con l'altro braccio. L'attaccante quindi solleva l'avversario sulla sua spalla e poi cade all'indietro, spingendolo a terra ad angolo elevato. Questo suplex è stato reso famoso da Shawn Michaels , che lo utilizzò come uno dei suoi finisher nei primi anni '90, chiamandolo Teardrop Suplex .

### Sambo suplex
Esistono due versioni, la più utilizzata è In breve una specie di Lifting side slam in giravolta. Quindi l'attaccante sta di fianco ma in posizione parallela guardando in posizione opposta all'avversario, la testa viene posta sotto l'ascella dell'avversario, con il braccio più vicino all'avversario gli attraversa il petto e prende la sua spalla più lontana, mentre l'altro braccio lo passa dietro e si aggrappa ai pantaloni dell'avversario per alzarlo e compiere un giro 180 gradi e farlo cadere sul dorso.
Seconda versione: Nei paesi Anglofoni il Sambo suplex viene spesso indicato come equivalente all Ura nage e quindi molto simile a sua volta al Saito suplex. La differenza nella tecnica ufficiale del Sambo e quindi in parte nel pro wrestling che a volte la riprende, sta nella caratteristica principale che è quella dell'attaccante che va davanti all'avversario dopo che quest'ultimo è sempre partito dalla posizione di fronte ai fianchi, mentre simultaneamente esegue la mossa che compie sempre un arco di 180 gradi lateralmente per portare l'avversario al tappeto con le spalle.

## Variante Inverted Front Facelock
In questi suplex, un attaccante inizia affrontando la schiena di un avversario e applicando un blocco facciale invertito prima di eseguire una proiezione. Nella maggior parte dei casi, l'avversario è sospeso a testa in giù durante una parte del movimento.

### Inverted Suplex
Conosciuto anche come suplex inverso, questa mossa vede l'attaccante in piedi dietro un avversario e applica un blocco facciale invertito con un braccio, e usa l'altro braccio per aiutare a sollevare l'avversario in modo che venga sollevato e tenuto a testa in giù prima l'attaccante cade sulla schiena spingendo l'avversario sul tappeto per primo, dietro l'attaccante.